# Medio Murashige y Skoog

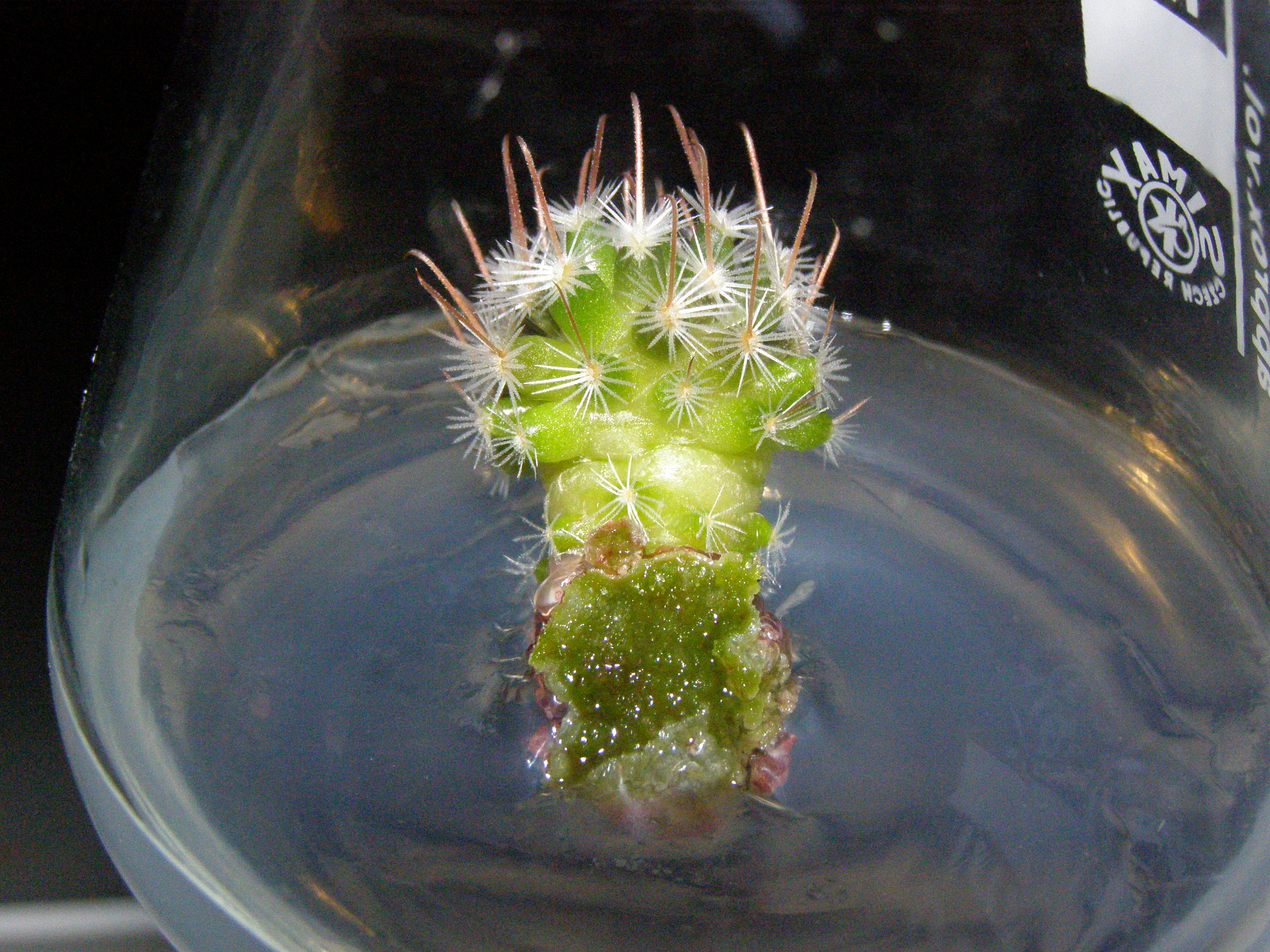
Mammillaria sp. en medio MS en agar

El medio Murashige y Skoog (MS), o MS0, fue inventado por los científicos Toshio Murashige y Folke K. Skoog en 1962 durante sus investigaciones de nuevos reguladores del desarrollo vegetal y se ha convertido en el medio más comúnmente usado en el cultivo in vitro de tejidos vegetales. Como investigador doctoral de Skoog, Murashige originalmente estaba enfocado en encontrar la hormona del crecimiento presente en el jugo del tabaco, sin tener éxito. En su lugar, el análisis del jugo de tabaco reveló altas concentraciones de minerales específicos. Una serie de experimentos posteriores demostró que variando los niveles de estos nutrientes promovía el crecimiento sustancialmente, en comparación con formulaciones existentes. Se determinó que el nitrógeno, en particular, promovía el crecimiento del tejido de tabaco en cultivo. El número después de las letras MS, sirve para indicar la concentración de sucrosa en el medio, por ejemplo, MS0 no contiene sucrosa, mientras que el MS20 contiene 20 g/L de sucrosa.

## Ingredientes

### Sales Mayores (macronutrientes) por litro
- Nitrato de amonio (NH4NO3) 1650 mg/l
- Cloruro de calcio (CaCl2 · 2H2O) 440 mg/l
- Sulfato de magnesio (MgSO4 · 7H2O) 370 mg/l
- Fosfato monopotásico (KH2PO4) 170 mg/l
- Nitrato de Potasio (KNO3) 1900 mg/l.

### Sales Menores(micronutrientes) por litro
- Ácido bórico (H3BO3) 6. 2 mg/l
- Cloruro de cobalto(II) (CoCl2 · 6H2O) 0.025 mg/l
- Sulfato de hierro (FeSO4 · 7H2O) 27.8 mg/l
- Sulfato de manganeso (MnSO4 · 4H2O) 22.3 mg/l
- Yoduro de potasio (KI) 0.83 mg/l
- Molibdato de sodio (Na2MoO4 · 2H2O) 0.25 mg/l
- Sulfato de cinc (ZnSO4·7H2O) 8.6 mg/l
- Ácido etilendiaminotetraacético (FeNaEDTA) 36.70 mg/l
- Sulfato de cobre(II) pentahidratado (CuSO4 · 5H2O) 0.025 mg/l

### Vitaminas y compuestos orgánicos por litro
- Inositol 100 mg/l
- Niacina 0.5 mg/l
- Piridoxina · HCl 0.5 mg/l
- Tiamina · HCl 0.1 mg/l
- Glicina 2 mg/l
- Peptona 1 g/l (opcional)
- Ácido indolacético 1-30 mg/l (optional)
- Kinetina 0.04-10 mg/l (opcional)